# Joaçaba
Joaçaba es un municipio brasileño del estado de Santa Catarina. Tiene una población estimada al 2022 de 30 146 habitantes. Es la ciudad sede de la Región metropolitana de Contestado.

## Toponimia
Joaçaba tiene su origen del tupí que significa "entrecruzamiento, cruz".

## Historia
En la época precolombina, la localidad era habitada por los caingangues. El territorio donde está el actual municipio, formó parte de una gran extensión de tierra reclamada por Brasil y Argentina, disputa de límites basada en el Tratado de Tordesillas. Posteriormente, el terreno fue disputado internamente por São Paulo, Paraná y Santa Catarina. Esta disputa se resolvió tras la Guerra del Contestado.
La localidad fue colonizada principalmente con gauchos, mayoritariamente de la región de Caxias do Sul, colonos de ascendencias italiana y alemana. La zona del municipio, con tierras fértiles, prosperó con la explotación de madera y yerba mate.
Se creó como municipio el 25 de agosto de 1917 bajo el nombre de Cruzeiro. EL 20 de agosto de 1919 pasó al estatus de Freguesia. Elevada a ciudad en 1938 como Cruzeiro do Sul. Finalmente, en 1943 se creó el actual municipio.

## Geografía
El casco urbano está conurbado con los municipios de Herval d'Oeste y Luzerna, formando un conjunto urbano de alrededor de 60 000 habitantes. 
Con clima templado, C, inviernos fríos y veranos templados, tiene una temperatura media anual de 18 °C, pero con temperaturas máximas en verano que pueden superar los 35 °C, y mínimas en invierno de −7 °C. Precipitación anual de 1840 mm.

## Economía
La principal actividad económica en la industria, especialmente el sector metalmecánico, la madera y productos alimenticios.

## Turismo

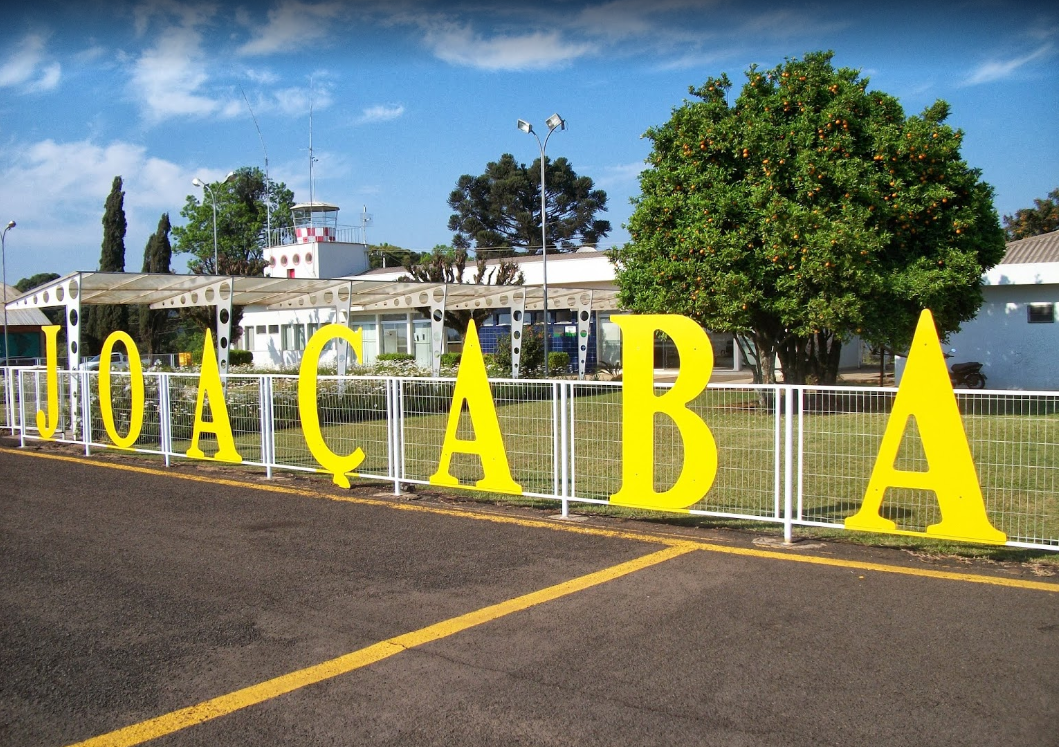
Cartel del municipio.

Cada año se realiza un el carnaval "Carnafolia", carnaval de los bloques, con una fiesta de Samba donde participan las cuatro escuelas de samba del municipio.
Fundado en agosto de 2003, el Teatro Alfredo Sigwalt acoge espectáculos nacionales e internacionales.
El municipio cuenta con el Parque Natural Municipal Vale do Rio do Peixe creado en 2002. Con 300 hectáreas ubicadas a orillas de la BR-282, registra 130 especies de aves, incluidas algunas en peligro de extinción como el loro pecho morado, 19 especies de anfibios y 20 mamíferos.